# Iresina
Los iresinos (Iresina) son una subtribu de coleópteros adéfagos de la familia Carabidae. 

## Géneros
Tiene los siguientes géneros:
| - Diastrophella - Distipsidera - Eucallia - Euprosopus - Iresia | - Langea - Megalomma - Nickerlea - Rhysopleura - Rhytidophaena |